# Фёдоров, Александр Львович
Александр Львович Фёдоров (род. 19 августа 1960, Москва) — советский театральный режиссёр, актёр, педагог, инженер-экономист. Заслуженный артист Российской Федерации (2002), Заслуженный деятель искусств Российской Федерации (2021), основатель и художественный руководитель Детского музыкального театра юного актёра (ДМТЮА), художественный руководитель Московский музыкальный театр для детей и молодежи «Экспромт», член Союза театральных деятелей РФ, член Международной ассоциации любительских детских театров AITA.

## Биография
В 1977 г., окончив среднюю школу № 609, поступил в Московский институт стали и сплавов, который окончил в 1982 г. по специальности «экономика и организация металлургической промышленности». В 1982—1985 гг. работал инженером-экономистом в ЦНИИ экономики и информации цветной металлургии.
В 1985—1989 гг. учился на факультете музыкального театра ГИТИСа (мастерская народного артиста СССР Г. П. Ансимова), который окончил по специальности «режиссёр музыкального театра». Одновременно в 1985—1987 гг. — руководитель музыкального театра Свердловского дома пионеров и школьников (г. Москва), в 1988 году — режиссёр театра-студии «Камерная сцена».
В 1988 году организовал Детский музыкальный театр юного актёра, является его художественным руководителем-директором по настоящее время[когда?].
С 1992 года — педагог музыкального факультета ГИТИСа на курсе заслуженного деятеля искусств России Р. Я. Немчинской; в 1995—2000 гг. — преподаватель кафедры режиссуры и мастерства актёра музыкального театра РАТИ-ГИТИС.
В 1992—2007 гг. руководил мастер-классами в Вологде, Самаре, Воронеже, Липецке, Якутске, Покровске, Балашихе, Глазове, Евпатории, а также в Швейцарии, Австрии, Норвегии, Дании, Германии, США.[значимость факта?]
С 2007 года — заведующий театральной кафедрой ЮНЕСКО «Театр как средство поддержки образования и взаимопонимания культур» (РАТИ-ГИТИС). С 2008 года — доцент актёрского факультета ВГИКа им. С. В. Герасимова (мастерская народного артиста России А. Я. Михайлова). В 2019 году А. Л. Фёдоров стал профессором актёрского факультета.
Только в рамках ДМТЮА А. Л. Фёдоров дал старт более чем 500 выпускникам актёрской студии театра, большинство из которых продолжили карьеру на профессиональной сцене.

## Творчество
Первый спектакль поставил в возрасте 20 лет.

### Режиссёр
Детский музыкальный театр юного актёра (ДМТЮА):
- «Тараканище»
- «Дело было в песочнице»
- «Дело было в квартире»
- «Лето в один день»
- «Романсы»
- «Мольер»
- «Забытые куклы»
- «Приключения Оливера Твиста» (мюзикл Лайонела Барта)
- «Герда»
- «Сон о дожде»
- «Московская история-1205»
- «Маугли», опера Ш. Чалаева[4]
- «Том Сойер»
- «В детской»
- Фантазии на тему Дунаевского

Театр «Русская песня» под руководством народной артистки России Н. Г. Бабкиной:
- «Ковано колесо» по мотивам русских народных песен[5]
- «Жар-птица и новогодний звездопад» по пьесе Светланы Гудёж (2010).

Театр «Свердловская государственная детская филармония» (СГДФ):
- «Капитанская дочка» по либретто Карена Кавалеряна (2024).

### Роли в театре
- «Приключения Оливера Твиста», мюзикл Лайонела Барта — Феджин

## Награды
- Заслуженный артист Российской Федерации (31 января 2002) — за заслуги в области искусства[6].
- Заслуженный деятель искусств Российской Федерации (6 августа 2021) — за заслуги в развитии отечественной культуры и искусства, многолетнюю плодотворную деятельность[7].
- Премия Правительства Российской Федерации в области культуры 2013 года (23 декабря 2013) — за создание спектакля "Сон о дожде"[8]
- Почётная грамота Московской городской думы (19 февраля 2020) — за заслуги перед городским сообществом[9]